# UEFA Europa Conference League 2021-2022 (spareggi)
Gli spareggi della UEFA Europa Conference League 2021-2022 si sono disputati tra il 19 e 26 agosto 2021. Hanno partecipato a questa fase della competizione 44 club: 22 di essi si sono qualificati alla successiva fase a gironi, composta da 32 squadre.

## Date
| Fase     | Sorteggio                            | Andata         | Ritorno        |
| -------- | ------------------------------------ | -------------- | -------------- |
| Spareggi | 2 agosto 2021, ore 14:00 CEST (Nyon) | 19 agosto 2021 | 26 agosto 2021 |

## Partecipanti
| Legenda                                      |
| -------------------------------------------- |
| I club vincitori avanzano alla fase a gironi |
| I club sconfitti sono eliminati              |

| Squadre          | Coeff    |
| Campioni         | Campioni |
| ---------------- | -------- |
| Žalgiris         | 6.500    |
| Flora Tallinn    | 6.250    |
| Qairat           | 6.000    |
| Lincoln Red Imps | 5.750    |
| Neftçi Baku      | 5.000    |

| Squadre         | Coeff    |
| Campioni        | Campioni |
| --------------- | -------- |
| Riga FC         | 5.500    |
| Fola Esch       | 5.250    |
| Maccabi Haifa   | 4.875    |
| Shamrock Rovers | 4.750    |
| Bodø/Glimt      | 4.200    |

| Squadre            | Coeff    |
| Piazzate           | Piazzate |
| ------------------ | -------- |
| Roma               | 90.000   |
| Tottenham          | 88.000   |
| Basilea            | 49.000   |
| Copenaghen         | 43.500   |
| Viktoria Plzeň     | 33.500   |
| Gent               | 26.500   |
| Anderlecht         | 25.000   |
| LASK               | 21.000   |
| Feyenoord          | 21.000   |
| Qarabağ            | 21.000   |
| Maccabi Tel Aviv   | 20.500   |
| PAOK               | 20.000   |
| Rennes             | 19.000   |
| Partizan           | 18.000   |
| Hapoel Be'er Sheva | 17.500   |
| Union Berlino      | 14.714   |
| Rosenborg          | 14.000   |

| Squadre           | Coeff    |
| Piazzate          | Piazzate |
| ----------------- | -------- |
| Rijeka            | 13.500   |
| Santa Clara       | 9.709    |
| Paços Ferreira    | 9.709    |
| CSKA Sofia        | 8.000    |
| Aberdeen          | 7.500    |
| Jablonec          | 7.000    |
| St. Johnstone     | 6.675    |
| Vitesse           | 6.620    |
| Sivasspor         | 6.020    |
| Anorthōsis        | 5.550    |
| KuPS              | 5.000    |
| Trabzonspor       | 4.540    |
| Hammarby          | 4.100    |
| Elfsborg          | 4.100    |
| Shahter Qaraǵandy | 3.125    |
| Raków Częstochowa | 3.025    |
| Žilina            | 2.725    |

## Sorteggio
Il sorteggio degli spareggi si è tenuto il 2 agosto 2021, alle 14:00 CEST.
Un totale di 44 squadre giocheranno nel girone di spareggio. Le squadre saranno divise in due percorsi:
- Percorso Campioni (10 squadre): Le squadre, la cui identità non sarà nota al momento del sorteggio, sono state divise in questo modo:
  - Teste di serie: 5 sconfitte del terzo turno di qualificazione di UEFA Europa League 2021–22 (Percorso Campioni).
  - Non teste di serie: 5 vincitori del terzo turno di qualificazione (Percorso Campioni).
- Percorso principale (34 squadre): 4 squadre che entrano in questo turno, 27 vincitrici del terzo turno di qualificazione (Percorso piazzate) e 3 perdenti del terzo turno di qualificazione di UEFA Europa League 2021–22 (Percorso Piazzate). Per le vincenti del terzo turno di qualificazione e per le perdenti del terzo turno di qualificazione di Europa League, la cui identità non sarà nota al momento del sorteggio, verrà utilizzato il coefficiente di club della squadra con il punteggio più alto in ogni accoppiamento. Le squadre della stessa federazione non possono essere sorteggiate l'una contro l'altra.

Prima del sorteggio, la UEFA ha formato quattro gruppi nel Percorso Piazzate (tre gruppi formati da quattro teste di serie e quattro non teste di serie ed un gruppo formato da cinque teste di serie e cinque non teste di serie), secondo i principi stabiliti dal Comitato Competizioni per Club. Nel Percorso Principale, i numeri sono stati pre-assegnati per ogni squadra dalla UEFA, con il sorteggio in due manche, una per i Gruppi 1-3 con otto squadre e uno per il Gruppo 4 con dieci squadre. La prima squadra estratta è la squadra che giocherà in casa la gara di andata.
| Teste di serie                                             | Non teste di serie                                         |
| ---------------------------------------------------------- | ---------------------------------------------------------- |
| Flora Tallinn Žalgiris Qairat Lincoln Red Imps Neftçi Baku | Maccabi Haifa Fola Esch Shamrock Rovers Riga FC Bodø/Glimt |

| Gruppo 1                                 | Gruppo 1                                    | Gruppo 2                                | Gruppo 2                                          | Gruppo 3                 | Gruppo 3                                            | Gruppo 4                                             | Gruppo 4                                            |
| Teste di serie                           | Non teste di serie                          | Teste di serie                          | Non teste di serie                                | Teste di serie           | Non teste di serie                                  | Teste di serie                                       | Non teste di serie                                  |
| ---------------------------------------- | ------------------------------------------- | --------------------------------------- | ------------------------------------------------- | ------------------------ | --------------------------------------------------- | ---------------------------------------------------- | --------------------------------------------------- |
| Basilea Qarabağ Viktoria Plzeň Tottenham | CSKA Sofia Paços Ferreira Aberdeen Hammarby | Anderlecht Rennes LASK Maccabi Tel Aviv | St. Johnstone Shahter Qaraǵandy Rosenborg Vitesse | KuPS PAOK Feyenoord Gent | Velež Mostar Raków Częstochowa Rijeka Union Berlino | Jablonec Partizan Copenaghen Roma Hapoel Be'er Sheva | Anorthōsis Žilina Santa Clara Sivasspor Trabzonspor |

## Risultati
| Squadra 1          | Totale          | Squadra 2        | Andata   | Ritorno     |
| Campioni           | Campioni        | Campioni         | Campioni | Campioni    |
| ------------------ | --------------- | ---------------- | -------- | ----------- |
| Žalgiris           | 2 - 3           | Bodø/Glimt       | 2 - 2    | 0 - 1       |
| Neftçi Baku        | 3 - 7           | Maccabi Haifa    | 3 - 3    | 0 - 4       |
| Flora Tallinn      | 5 - 2           | Shamrock Rovers  | 4 - 2    | 1 - 0       |
| Riga FC            | 2 - 4           | Lincoln Red Imps | 1 - 1    | 1 - 3 (dts) |
| Fola Esch          | 2 - 7           | Qairat           | 1 - 4    | 1 - 3       |
| Piazzate           |                 |                  |          |             |
| Qarabağ            | 4 - 1           | Aberdeen         | 1 - 0    | 3 - 1       |
| Basilea            | 4 - 4 (4-3 dtr) | Hammarby         | 3 - 1    | 1 - 3 (dts) |
| Viktoria Plzeň     | 2 - 3           | CSKA Sofia       | 2 - 0    | 0 - 3 (dts) |
| Paços Ferreira     | 1 - 3           | Tottenham        | 1 - 0    | 0 - 3       |
| Rennes             | 5 - 1           | Rosenborg        | 2 - 0    | 3 - 1       |
| Anderlecht         | 4 - 5           | Vitesse          | 3 - 3    | 1 - 2       |
| LASK               | 3 - 1           | St. Johnstone    | 1 - 1    | 2 - 0       |
| Shahter Qaraǵandy  | 1 - 4           | Maccabi Tel Aviv | 1 - 2    | 0 - 2       |
| PAOK               | 3 - 1           | Rijeka           | 1 - 1    | 2 - 0       |
| KuPS               | 0 - 4           | Union Berlino    | 0 - 4    | 0 - 0       |
| Feyenoord          | 6 - 3           | Elfsborg         | 5 - 0    | 1 - 3       |
| Raków Częstochowa  | 1 - 3           | Gent             | 1 - 0    | 0 - 3       |
| Sivasspor          | 1 - 7           | Copenaghen       | 1 - 2    | 0 - 5       |
| Santa Clara        | 2 - 3           | Partizan         | 2 - 1    | 0 - 2       |
| Trabzonspor        | 1 - 5           | Roma             | 1 - 2    | 0 - 3       |
| Hapoel Be'er Sheva | 1 - 3           | Anorthōsis       | 0 - 0    | 1 - 3       |
| Jablonec           | 8 - 1           | Žilina           | 5 - 1    | 3 - 0       |

### Andata

#### Campioni
| Arbitro: | Yevhenii Aranovskiy |

|                                         |           |                      |
| Zenjov 13’ Miller 27’, 87’ Sappinen 76’ | Marcatori | 44’ Burke 86’ Scales |

| Arbitro: | João Pinheiro |

|             |           |               |
| Vakulko 61’ | Marcatori | 72’ Carralero |

| Arbitro: | Delajod Willy |

|                             |           |                            |
| Lawal 50’, 66’ Mahmudov 72’ | Marcatori | 9’ Atzili 78’, 90+6’ Chery |

| Arbitro: | Roi Reinshreiber |

|                   |           |                  |
| Kiš 7’ Diaw 90+2’ | Marcatori | 49’, 54’ Saltnes |

| Arbitro: | Fábio Veríssimo |

|              |           |                                                                |
| Mustafić 19’ | Marcatori | 28’ Shýshenachev 37’, 70’ (rig.) Vágner Love 43’ Ricardo Alves |

#### Piazzate
| Arbitro: | Srđan Jovanović |

|           |           |                      |
| Umaev 73’ | Marcatori | 75’ Rikan 77’ Shamir |

| Arbitro: | Alejandro Hernández |

|              |           |  |
| Niewulis 64’ | Marcatori |  |

| Arbitro: | Ivan Bebek |

|  |           |                                            |
|  | Marcatori | 7’, 31’ Awoniyi 29’ Kruse 90+2’ Voglsammer |

| Arbitro: | Rade Obrenovič |

|            |           |  |
| Romero 30’ | Marcatori |  |

| Be'er Sheva 19 agosto 2021, ore 19:00 CEST ritorno → | Hapoel Be'er Sheva | 0 – 0 referto | Anorthōsis | Stadio Yaakov Turner (7 950 spett.)\| Arbitro: \| Irfan Peljto \| |
| Arbitro:                                             | Irfan Peljto       |               |            |                                                                   |

| Arbitro: | Glenn Nyberg |

|                     |           |          |
| Karamoko 60’ (rig.) | Marcatori | 17’ Kane |

| Arbitro: | Tiago Martins |

|                        |           |  |
| Havel 11’ Mosquera 72’ | Marcatori |  |

| Arbitro: | Matej Jug |

|               |           |                               |
| Cornelius 64’ | Marcatori | 55’ Pellegrini 81’ Shomurodov |

| Arbitro: | Sergej Ivanov |

|                             |           |             |
| Cabral 30’, 87’, 90’ (rig.) | Marcatori | 71’ Khalili |

| Arbitro: | Jakob Kehlet |

|                                                              |           |            |
| Kratochvíl 10’, 22’ Doležal 41’ Považanec 45+1’ Martinec 90’ | Marcatori | 75’ Jibril |

| Arbitro: | Mykola Balakin |

|           |           |                    |
| James 59’ | Marcatori | 55’ Diks 60’ Stage |

| Arbitro: | Craig Pawson |

|                                                      |           |  |
| Sinisterra 25’, 37’, 48’ Jahanbakhsh 30’ Linssen 58’ | Marcatori |  |

| Arbitro: | Jérôme Brisard |

|                      |           |               |
| Galešić 90+4’ (aut.) | Marcatori | 33’ Lepinjica |

| Arbitro: | Duje Strukan |

|                                |           |                                      |
| Raman 10’, 34’ Verschaeren 90’ | Marcatori | 31’ Dasa 46’ Frederiksen 72’ Tannane |

| Arbitro: | Radu Petrescu |

|                         |           |  |
| Aguerd 15’ Guirassy 84’ | Marcatori |  |

| Arbitro: | Maurizio Mariani |

|                 |           |  |
| Lucas Silva 45’ | Marcatori |  |

| Arbitro: | Serdar Gözübüyük |

|                      |           |             |
| Carlos 4’ Morita 49’ | Marcatori | 54’ Vujačić |

### Ritorno

#### Campioni
| Arbitro: | Fran Jović |

|                                       |           |              |
| Shýshenachev 12’, 36’ Vágner Love 28’ | Marcatori | 43’ Mustafić |

| Arbitro: | Peter Kjaesgaard |

|                                                 |           |             |
| Walker 32’ (rig.) Chipolina 105+1’ Ronan 120+2’ | Marcatori | 19’ Vakulko |

| Arbitro: | John Beaton |

|               |           |  |
| Solbakken 62’ | Marcatori |  |

| Arbitro: | Aleksandar Stavrev |

|                                                         |           |  |
| Menahem 20’ Atzili 45+2’ Haziza 52’ (rig.) Abu Fani 69’ | Marcatori |  |

| Arbitro: | Tamás Bognár |

|  |           |              |
|  | Marcatori | 57’ Sappinen |

#### Piazzate
| Arbitro: | Kristo Tohver |

|  |           |                                      |
|  | Marcatori | 30’ Pleštil 86’ Vaníček 88’ Čvančara |

| Arbitro: | Donatas Rumšas |

|                                                  |           |              |
| Artymatas 12’ Christodoulopoulos 62’ (rig.), 69’ | Marcatori | 43’ Shechter |

| Arbitro: | Srđan Jovanović |

|                                           |           |  |
| Cristante 20’ Zaniolo 65’ El Shaarawy 84’ | Marcatori |  |

| Arbitro: | Lawrence Visser |

|                                                           |           |  |
| Stage 24’ Daramy 39’ Lerager 57’ Pep Biel 62’ Højlund 76’ | Marcatori |  |

| Arbitro: | Georgi Kabakov |

|                                         |           |         |
| Larsson 42’ Bernhardsson 50’ Ndione 77’ | Marcatori | 61’ Til |

| Arbitro: | Bartosz Frankowski |

|                |           |              |
| Wittek 4’, 49’ | Marcatori | 81’ Refaelov |

| Arbitro: | Paweł Raczkowski |

|                    |           |                                       |
| Vecchia 68’ (rig.) | Marcatori | 6’ Del Castillo 41’ Aguerd 81’ Abline |

| Arbitro: | Ali Palabıyık |

|                                  |           |  |
| Carey 6’ Jomov 63’ Mattheij 119’ | Marcatori |  |

| Arbitro: | Bobby Madden |

|                                        |                      |                                   |
| Fjóluson 48’, 54’ Ouattara 101’        | Marcatori            | 109’ (rig.) Cabral                |
| Bojanić Paulinho Accam Fenger Sandberg | Tiri di rigore 3 – 4 | Cömert Frei Pelmard Pululu Cabral |

| Arbitro: | Nikola Dabanović |

|                         |           |  |
| Nachmias 18’ Glazer 40’ | Marcatori |  |

| Arbitro: | Əliyar Ağayev |

|                                               |           |  |
| Tissoudali 45+1’ Odjidja-Ofoe 70’ de Sart 72’ | Marcatori |  |

| Arbitro: | Serhij Bojko |

|  |           |                          |
|  | Marcatori | 11’ El Kaddouri 80’ Murg |

| Arbitro: | Daniel Siebert |

|  |           |                            |
|  | Marcatori | 72’ Balić 85’ (rig.) Raguž |

| Berlino 26 agosto 2021, ore 20:15 CEST ← andata | Union Berlino    | 0 – 0 (tot.: 4-0) referto | KuPS | Olympiastadion (22 159 spett.)\| Arbitro: \| Halil Umut Meler \| |
| Arbitro:                                        | Halil Umut Meler |                           |      |                                                                  |

| Arbitro: | Ruddy Buquet |

|                           |           |  |
| Kane 9’, 35’ Lo Celso 70’ | Marcatori |  |

| Arbitro: | Harald Lechner |

|                       |           |                                 |
| Ferguson 90+2’ (rig.) | Marcatori | 8’ Bayramov 18’ Kady 72’ Zoubir |

| Arbitro: | Craig Pawson |

|                                  |           |  |
| Ricardo 25’ (rig.) Saničanin 27’ | Marcatori |  |